# Walter Braunfels
Walter Braunfels (19 de diciembre de 1882, Fráncfort del Meno - 19 de marzo de 1954, Colonia) fue un compositor, educador y pianista alemán de origen judío.

## Biografía
Walter Braunfels nació en una familia artísticamente orientada. Su padre, el abogado y erudito literario Ludwig Braunfels, tradujo a Cervantes; su madre, Helene Spohr fue sobrina nieta del famoso compositor Louis Spohr y amiga de Clara Schumann y Franz Liszt. Fue educado musicalmente por su madre, continuando sus estudios en Fránkfort con James Kwast.
Braunfels estudió leyes y economía en Múnich hasta que una representación de Tristán e  Isolda definió su vocación. Fue a Viena en 1902 a estudiar con Theodor Leschetizky y a su regreso a Múnich se perfeccionó con Felix Mottl y Ludwig Thuille.
En 1909 se casó con Bertel von Hildebrand, la hija menor del escultor Adolf von Hildebrand y exnovia de Wilhelm Furtwängler, que dirigió su música como también Otto Klemperer y Bruno Walter. De los cuatro hijos de la pareja se destacaron Wolfgang Braunfels (1911-1988), historiador del arte y el músico Michael Braunfels (1917-). El arquitecto Stephan Braunfels (1950-) es nieto de Walter Braunfels.
En la Primera Guerra Mundial fue llamado a filas y herido en 1917 en el frente. Después de su regreso de la guerra, se convirtió al catolicismo. Este compromiso religioso se reflejó más tarde en muchas de sus composiciones, como el Te Deum Op. 32 y la Gran Misa Op. 37.
Fue pianista profesional y fundador con Hermann Abendroth de la Academia de Música de Colonia donde dirigió de 1925 hasta 1933.
Cuando se produjo la ascensión de los nazis, fue separado del cargo y su música etiquetada como Arte degenerado. Se retiró de la vida pública hasta 1945 en que fue nombrado director de la academia que fundó, hasta 1948.
Bien conocido hasta su muerte, su obra cayó en el olvido después de 1954. Su ópera Los pájaros, basada en Las aves de Aristófanes, conoció un importante resurgimiento en la década de 1990 y fue representada en varias oportunidades.

## Composiciones

### Óperas
- Prinzessin Brambilla Op. 12 (según E.T.A. Hoffmann) (1909)
- Ulenspiegel (1913)
- Die Vögel Op. 30 (según Aristophanes) (1913–19)
- Don Gil von den grünen Hosen, Op. 35 (1924)
- Der gläserne Berg, Op. 39 (1929)
- Galathea, Op. 40 (1929)
- Verkündigung, Op. 50 (segúnPaul Claudel) (compuesta 1933-35, estrenada en NWDR-Television 1948)
- Der Traum ein Leben (1937)
- Szenen aus dem Leben der Heiligen Johanna (1943)
- Der Zauberlehrling (1954)
  - L'Annonce faite à Marie, reconstrucción de la versión francesa según Paul Claudel (2013) (Bronkalla and Wettges 2012, [página requerida])
- Der Traum ein Leben, Op. 51 (1937)
- Szenen aus dem Leben der Heiligen Johanna, Op.57 (1939–1943, estreno Estocolmo 2001)
- Tanzspiel Der Zauberlehrling según Goethe, Op. 71 compuesta como una Ballade para televisión (1954).

### Oratorios
- Offenbarung Johannis (Revelaciones de San Juan), Op. 17 (1919)
- Te Deum, Op. 32 (1920-21)
- Große Messe, Op. 37 (1923-26)
- Passionskantate, Op. 54 (1936-43)
- Spiel von der Auferstehung - Resurrection, Op.72 (1954)

### Música de cámara
- Cuarteto para cuerdas n.º 1 en La menor, Op. 60 (1944)
- Cuarteto para cuerdas n.º 2 en Fa Mayor, Op. 61 (1944)
- Cuarteto para cuerdas n.º 3, Op. 67 (1947)
- Quinteto para cuerdas en Fa# menor, Op. 63 (1944)

### Otras obras
- Variaciones sobre antiguas canciones francesas infantiles,  Op. 15 (1909)
- Serenata, Op. 20 (1910)
- Concierto para Piano, Op 21 (1912)
- Phantastiche Erscheinungen eines Themas von Héctor Berlioz Op. 25 (1914–17)
- Preludio y Fuga para gran orquesta, Op. 36 (1922–35)
- Don Juan Variaciones para orquesta, Op. 34 (1924)
- Dos corales para coro masculino, Op. 41 (1925)
- Concierto para órgano, Op. 38 (1927)
- Fantasía escocesa para viola y orquesta, Op. 47 (1933)
- Die Gott minnende Seele Song Cycle, Op. 53 (1936)
- La muerte de Cleopatra, Op. 59 (1944) Escena para Soprano y Orquesta
- Sinfonía Concertante para Violín, Viola, 2 Trompas y Orquesta de Cuerdas,  Op. 68 (1948)
- Sinfonia brevis in F minor, Op. 69 (1948)
- Sinfonía Concertante Op. 68 (1948)
- Ariels Gesang, Op. 16 (1910, after Shakespeare's The Tempest)
- Hebriden-Tänze para Piano & Orquesta, Op. 70 (1951)